# テンプルシティ (カリフォルニア州)
テンプルシティ（Temple City）は、アメリカ合衆国カリフォルニア州のロサンゼルス郡にある都市。人口は3万6494人（2020年）。ダウンタウン・ロサンゼルスの東20キロメートルに位置している。

## 概要
サンガブリエル・バレーにあり、北にサンガブリエル山脈を望む。サンガブリエルやエルモンテと隣接している。2020年アメリカ合衆国国勢調査によれば、市の人口の64パーセントはアジア系アメリカ人である。特に台湾系の比率が高い。

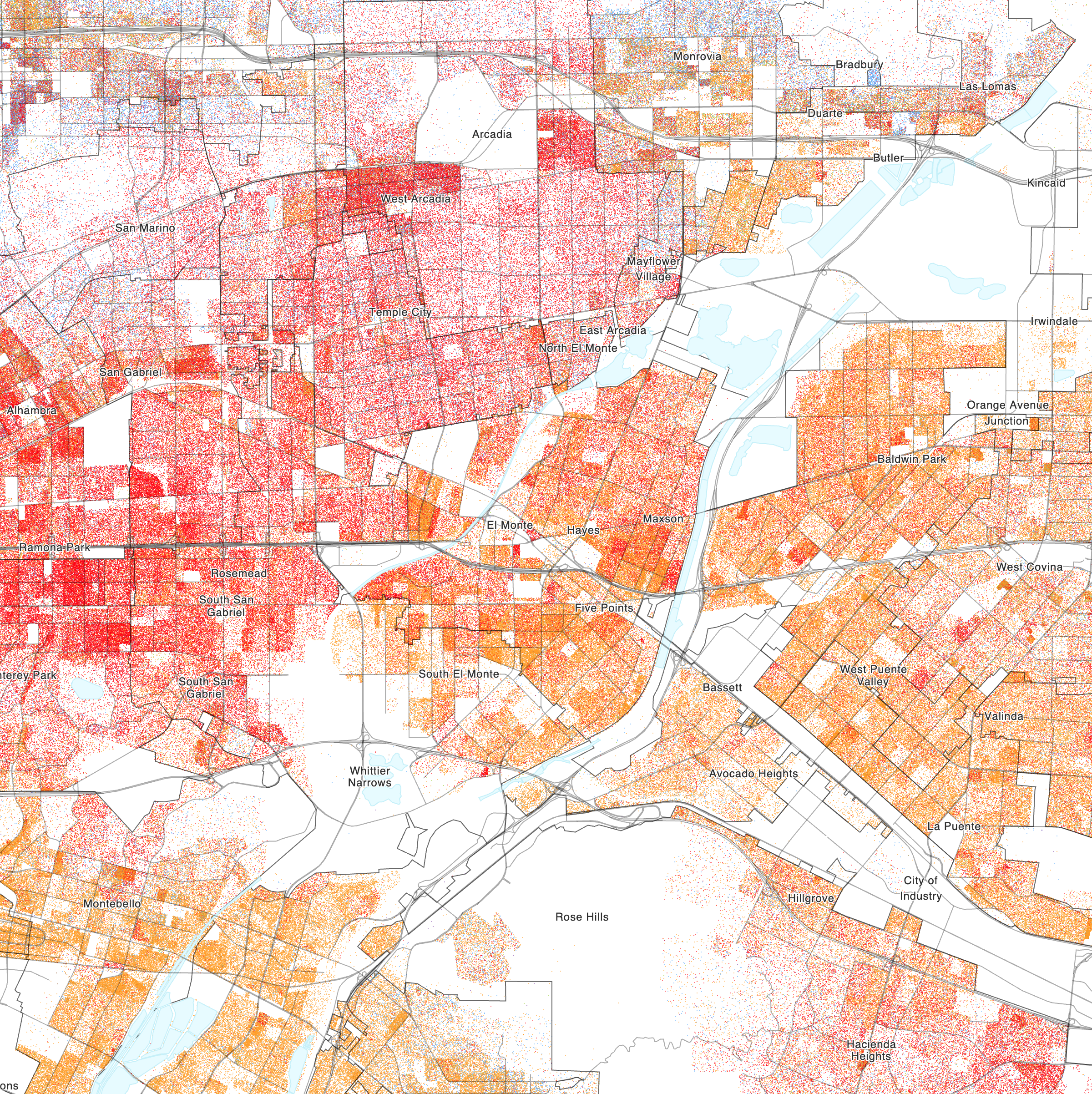
テンプルシティ付近の民族分布 アジア系（赤）、ヒスパニック（オレンジ）

## 関係者
- サトシ・ナカモト